# Place Molina
La place Molina (en catalan : plaça de Molina) est une place publique de Barcelone.

## Situation
La place est située au cœur des quartiers hauts de Barcelone, dans l'arrondissement de Sarrià-Sant Gervasi à la limite entre les quartiers de Galvany et El Putget i Farró, au croisement des rues Balmes et Alphonse XII et de la Via Augusta.

## Histoire
Aujourd'hui la place Molina et ses environs (les rues Brusi, Sanjuanistas, Saragosse, Guillaume Tell, Vallirana, Aribau, Muntaner, Copernic, Descartes, Lincoln, Alphonse XII, Francolí et Elias Sain) sont considérées comme des zones habitées par des classes supérieures et riches de Barcelone. Les habitants du quartier vivent dans de grands appartements ou de petites tours situés dans une zone calme et bien irriguée par les transports publics.

## Dénomination
La place porte le nom de l'architecte Francesc Daniel Molina i Casamajó (1812-1867).

## Urbanisme et monuments
La place de forme rectangulaire est entourée d'immeubles modernes d'habitation de hauteur moyenne dont les rez-de-chaussée sont occupés par des cafés et des commerces.
Elle est traversée en diagonale par la Via Augusta qui définit deux zones triangulaires, l'une au sud est arborée et abrite une fontaine datant du XIXe siècle, l'autre au nord est plus minérale et comporte un édicule commercial ainsi que l'accès à la station Sant Gervasi. Une troisième zone, plus petite, est délimitée par la rue Balmes au nord-est et comprend l'accès à la station Plaça Molina.
À l'angle avec la rue Alphonse XII et au numéro 79 de celle-ci se trouve la maison-musée Maragall, lieu où vécut le poète Joan Maragall, grand-père de l'homme politique Pasqual Maragall. En 2011, un monolithe surmonté d'un buste du poète est érigé à proximité.

## Transports
La place et ses environs sont très bien desservis par les stations du métro Sant Gervasi sur la ligne 6 et Plaça Molina sur la ligne 7, ainsi que par les lignes de bus 16, 17, 31, 32 et 27 des TMB, et enfin par l'abondance des taxis dans la rue Balmes.